# کورچسکا
کورچسکا (به لهستانی:  Korczyska) یک روستا در لهستان است که در گمینا سنجیوویتسه واقع شده‌است.